# Exposition hispano-française de 1908

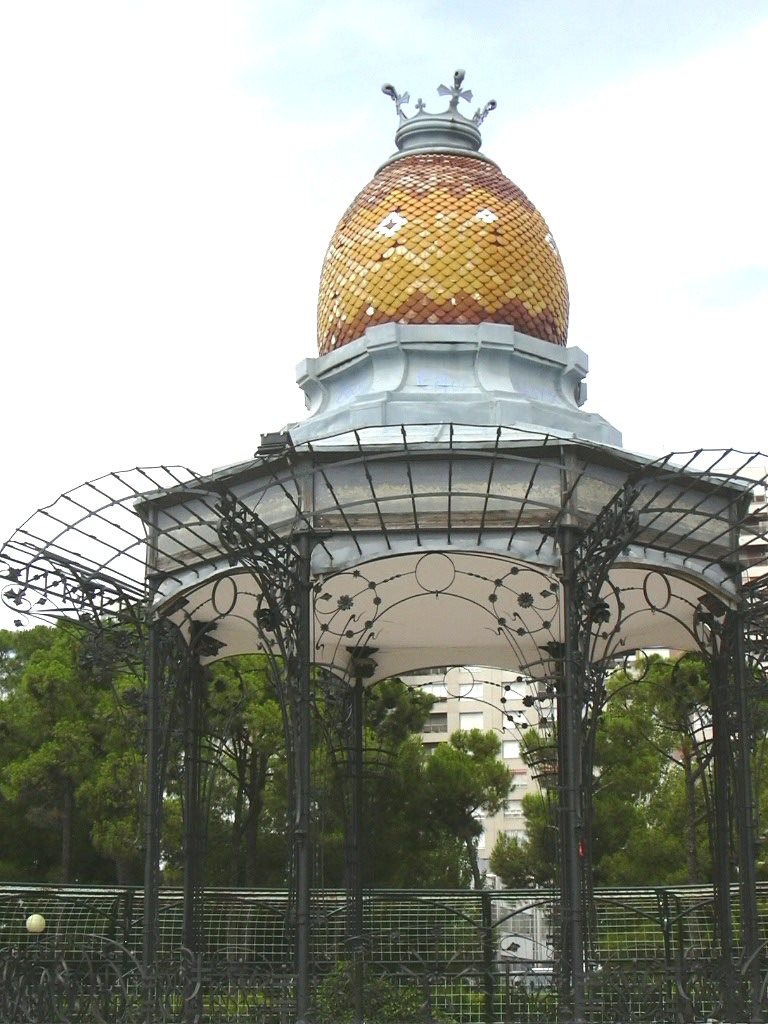
Le Quiosco de la música, un kiosque à musique réalisé pour l'exposition par José et Manuel Martínez de Ubago.

L’Exposition hispano-française est une exposition réalisée à Saragosse de mai à décembre 1908 pour célébrer le centenaire du Siège de Saragosse.